# Água Levada (Avanca)
Água Levada é um lugar da freguesia de Avanca, concelho de Estarreja. 

## Descrição
Água Levada é um lugar com características rurais, recorrentes na região, e tradição agrícola.
Por estar situado numa das "pontas" do concelho e distanciar do centro da freguesia o lugar desenvolveu-se em torno de si próprio desenvolvendo características culturais próprias. 
O lugar encontra-se numa situação peculiar uma vez que os centros populacionais mais próximos (O lugar do Pardieiro (São Martinho da Gândara) a Norte e o centro da freguesia de Loureiro) a sul) são parte do concelho de Oliveira de Azeméis e como tal fazem parte da Região Norte enquanto que Estarreja faz parte da Região Centro. Esta particularidade faz com que a população tenha uma maior afinidade com as freguesias vizinhas que se pode observar nos laços familiares e na pronúncia e modos locais.
Por outro lado o lugar faz parte da paróquia de Avanca, Diocese de Aveiro, enquanto as freguesias vizinhas são parte da Diocese do Porto. Sendo uma população com fortes tradições católicas esta diferença faz-se sentir nas tradições de cariz mais religiosa.

## Geografia
O lugar de Água Levada dista do centro da sua freguesia cerca de 4 km e 10 km do centro de Estarreja. Situa-se numa das zonas mais elevadas do concelho. As autoestradas A29 e A1 e uma extensa mata separa este lugar do restante concelho.
O lugar é ladeado a Norte pelo rio "Magarra" e a Sul pelo Lugar do Serrado (Loureiro) e pela Mata da Chasca. A Este encontra-se o lugar de Macieira de Avanca (Avanca) e Macieira de Loureiro (Loureiro) e seguindo em direcção ao centro da freguesia, a Oeste, passa-se pelo lugar de Boca do Monte (Avanca).
O lugar faz ainda fronteira a Noroeste com Válega (Ovar).

## Património
- Capela de Santa Ana
- Largo de Agua Levada
- Cruzeiro de Água Levada
- Antiga Escola Primária de Água Levada

## Capela de Santa Ana
Capela dedicada a Santa Ana, faz parte da paróquia de Avanca. Terá sido erigida no lugar de uma antiga capela. Possuindo uma torre sineira a arquitectura e disposição do edifício é muito particular. Nas ultimas décadas foi alvo de várias intervenções e melhoramentos patrocinadas essencialmente pela generosidade da gente da terra.
Todos os anos no final de Julho realizam-se as Festas em Honra de Santa Ana (26 de Julho).
Em Abril de 2008  recebeu a visita do então Bispo de Aveiro, D. António Francisco
No dia 9 de Dezembro de 2018 esta prevista nova visita do Bispo de Aveiro, D. António Manuel Moiteiro Ramos

## Grupos
ARCAL – Associação Recreativa e Cultural de Água Levada 
Associação de Festas
Grupo Coral de Água Levada 

## Festividades
- Festas em honra de Santa Ana